# Diospyros uaupensis
Diospyros uaupensis là một loài thực vật có hoa trong họ Thị. Loài này được Cavalcante mô tả khoa học đầu tiên năm 1977.